# Ayrton Senna EP
Ayrton Senna EP es el segundo EP de la banda española Delorean, el cual fue lanzado en 2009 por Mushroom Pillow, mientras que Fool House fue el encargado de distribuirlo a nivel internacional. El título de la obra hace referencia al nombre de un famoso piloto brasileño de Fórmula 1. 

## Recepción
El EP recibió críticas positivas. En particular, el sitio Pitchfork, lo consideró dentro de la categoría de mejores álbumes nuevos y en su lista de álbumes con mención honorífica del 2009. Además de esto, este mismo sitio colocó al tema Seasun en el lugar 22 dentro de su lista de los 100 mejores temas del 2009. El sencillo principal del EP fue el tema Deli.

## Lista de canciones
Existen 2 versiones diferentes de este EP. La correspondiente al sello Mushroom Pillow contiene:
| N.º | Título       | Duración |  |
| 1.  | «Seasun»     | 4:27     |  |
| 2.  | «Deli»       | 4:39     |  |
| 3.  | «Big Dipper» | 5:04     |  |
| 4.  | «Moonson»    | 3:44     |  |

Mientras que la versión lanzada por Fool House contiene los temas:
| N.º | Título                                  | Duración |  |
| 1.  | «Deli»                                  | 4:41     |  |
| 2.  | «Monsoon»                               | 3:47     |  |
| 3.  | «Seasun»                                | 4:29     |  |
| 4.  | «Seasun» (John Talabot's & Drums Remix) | 7:26     |  |
| 5.  | «Big Dipper» (Bonus track)              | 5:04     |  |